# Francisco Boix

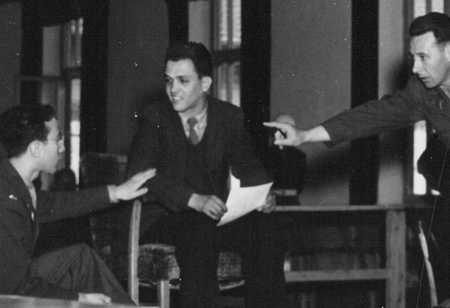
Boix als Zeuge im Mauthausen-Hauptprozess, der 1946 im Internierungslager Dachau stattfand

Francisco Boix Campo – auf Katalanisch Francesc Boix i Campo – (* 14. August 1920 in Barcelona; † 4. Juli 1951 in Paris) war ein spanischer Fotograf, kämpfte im Spanischen Bürgerkrieg gegen Franco, war anschließend im KZ Mauthausen inhaftiert und trat nach dem Krieg als Zeuge in Prozessen gegen Kriegsverbrecher auf.

## Leben
Boix war Sohn des linken Schneiders Bartholomäus und seiner Frau Ana. Er hatte zwei Schwestern. Mit 17 Jahren wurde er Mitglied der Vereinigten Sozialistischen Jugend Kataloniens. In den Jahren 1936 und 1937 erschienen erste Fotos von ihm in einer Jugendzeitschrift. Ab 1938 nahm Boix am Spanischen Krieg gegen den Putschistengeneral Francisco Franco teil und arbeitete in der 30. Division der republikanischen Armee als Frontfotograf.
Nach dem Sieg der Franquisten im Frühjahr 1939 floh er vor dem franquistischen Terror nach Frankreich. Er wurde zunächst in dem südfranzösischen Lager Le Vernet, später in Septfonds interniert. Nach seiner Entlassung schloss er sich zusammen mit anderen spanischen Exilierten dem Widerstand gegen die Nazis an. In den Vogesen wurde er noch im selben Jahr verhaftet und schließlich am 27. Januar 1941 nach Mauthausen deportiert. Mit mehr als 7000 weiteren Spaniern war er bis Mai 1945 im KZ Mauthausen inhaftiert.
Boix wurde vom französischen Ankläger im Nürnberger Prozess gegen die Hauptkriegsverbrecher als Zeuge aufgerufen, um einige Fotografien zu erläutern, die von der SS in Mauthausen gemacht worden waren. Boix konnte sich diese Bilder im Lager Mauthausen aneignen, als er bei dem SS-Erkennungsdienst arbeitete; unter der Leitung von Paul Ricken wurden viele Bilder angefertigt, die das Lagerleben dokumentieren sollten. 
Diese Fotos vermittelten einen Eindruck, unter welchen Bedingungen die Häftlinge in Mauthausen leben und Schwerstarbeit verrichten mussten. Zwei Bilder zeigten Häftlinge, die in den Selbstmord getrieben worden waren. Weitere Fotos lieferten den Beweis, dass bekannte Nazi-Führer Mauthausen besucht und kennengelernt hatten. Darunter befanden sich Albert Speer und Ernst Kaltenbrunner, der während eines Besuchs im Lager selbst wie auch im Steinbruch Wienergraben fotografiert worden war.
Als die US-Amerikaner am 5. Mai 1945 Mauthausen erreichten, erwartete Francisco Boix die Soldaten mit einer Leica-Kamera, die er der SS entwendet hatte. Mit ihr hielt er die Befreiung fotografisch fest und dokumentierte wenig später auch das Verhör des Lagerkommandanten Franz Ziereis, der auf der Flucht verhaftet und zurück ins Lager gebracht worden war.
Boix war später auch Zeuge im Mauthausen-Hauptprozess, der im Rahmen der Dachauer Prozesse stattfand.
Zwischen 1945 und 1951 arbeitete Boix, der inzwischen der Kommunistischen Partei Frankreichs beigetreten war, als Fotograf für die linke französische Presse, unter anderen für die L’Humanité. Boix starb im Juli 1951 in Paris an Nierenversagen in Folge der Konzentrationslagerhaft.
Boix wurde zuerst in Thiais beerdigt. Im Juni 2017 wurden seine Gebeine überführt und mit allen Ehren in Paris auf dem Friedhof Père-Lachaise bestattet.

## Nachlass
Vor seinem Tod übergab Boix viele seiner Negative an seinen Freund Joaquin López Raimundo, einen anderen Mauthausen-Überlebenden. Dieser gab sie 1973 an die Schriftstellerin und Journalistin Montserrat Roig weiter, die ein Buch über die katalanischen Häftlinge in dem österreichischen Konzentrationslager schrieb. Auf diesem Weg landeten sie schließlich bei der Vereinigung Amical de Mauthausen in Barcelona. Die über 600 Negative bildeten den Grundstock ihres Archivs und wurden 1996 dem Historischen Museum der Stadt Barcelona übergeben.
2013 wurde Geld gesammelt, um 1368 Negative zu kaufen, die von Boix stammen.

## Filme
- Francisco Boix, un fotógrafo en el infierno (Francisco Boix, ein Fotograf in der Hölle), Dokumentarfilm von Llorenç Soler, Spanien 2000
- El fotógrafo de Mauthausen (Francisco Boix – der Fotograf von Mauthausen), Spielfilm von Mar Targarona, Spanien 2018
- KZ Mauthausen, Dokumentation von Barbara Necek, F 2021, 53 min